# 鈴々舎美馬
鈴々舎 美馬（れいれいしゃ みーま、1993年4月12日 - ）は、落語協会所属の落語家。出囃子はJUDY AND MARYの『そばかす』。身長148cm。

## 来歴
神奈川県出身。桜美林大学リベラルアーツ学群卒業。大学在学中から落語研究部に所属し、全日本学生落語選手権に入賞するなど活躍する。大学卒業後はエステティック会社に就職。ただ就職後も落語家になりたい気持ちから、会社勤務をしながら全日本学生落語選手権全国大会に出場した時に司会を務めていた鈴々舎馬るこの落語会に同行する。
会社を1年で退職後、2018年2月、十代目鈴々舎馬風に入門。2019年7月21日、「美馬」と命名され前座となる。元々は兄弟子の馬るこに弟子入りする予定だったが諸般の事情で馬風への預かりと言う形での入門となった。
2023年11月1日、春風亭いっ休、柳家小太郎と共に二ツ目に昇進した。
2024年11月、プロポーズサプライズを企画・実施する会社経営の男性と結婚。男性が美馬にドローンを用いてプロポーズする動画が会社のyoutubeにアップされた。

## 人物
大学在学時に、落語研究会での活躍を芸能事務所に注目され「落語タレント」としてデビューする話が進んでいたが直前に頓挫、就職した。
落語家として人見知りな自分の性格が災いになると思い、見習い期間の頃に元から興味のあったコンセプトカフェのキャストをやっていたことがあった。

## 芸歴
- 2018年2月 - 十代目鈴々舎馬風に入門。
- 2019年7月 - 前座となる、前座名「美馬」。
- 2023年11月 - 二ツ目に昇進[5]。

## メディア出演

### ラジオ
- 山崎怜奈の誰かに話したかったこと。（2025年2月20日、TOKYO FM）[9]